# 2003 na Coreia do Sul
Esta é uma cronologia dos principais fatos ocorridos no ano de 2003 na Coreia do Sul.

## Incumbentes
- Presidente
  - Kim Dae-jung (1998 – 24 de fevereiro de 2003)
  - Roh Moo-hyun (25 de fevereiro de 2003 – 2008)
- Primeiro-ministro
  - Kim Suk-soo (2002 – 26 de fevereiro de 2003)
  - Goh Kun (27 de fevereiro de 2003 – 2004)

## Eventos
- 18 de fevereiro – Incêndio de origem criminosa no metrô de Daegu causa a morte de mais de 190 pessoas e resulta em mais de 150 feridos.

## Esportes
- 21 a 31 de agosto – A cidade de Daegu sedia a Universíada de Verão de 2003

## Nascimentos
- 20 de maio – Jeon Min-seo, atriz